# Nytorgsmannen
Christer Fredrik Lennox Lundgren, tidigare Carl Erik Andreas Holm och Carl Erik Pursiainen, i media och bland allmänheten kallad Nytorgsmannen, född 8 april 1987, är en svensk dömd serievåldtäktsman. Han räknas som en av Sveriges värsta serievåldtäktsmän.

## Händelseförlopp
Polisen kom Nytorgsmannen på spåren av en slump i oktober 2020 när en patrull kontrollerade honom för misstänkt narkotikabrott. Det gjordes en husrannsakan, hans mobiltelefon togs i beslag och han släpptes. När utredarna gick igenom innehållet i telefonen förstod de att sexualbrott skulle kunna ha förövats. På mobilen fanns filmklipp på misstänkta sexuella övergrepp mot kvinnor som verkade sova eller vara medvetslösa.
Ett omfattande utredningsarbete tog vid då polisen behövde identifiera de utsatta kvinnorna från videoklippen. Polisen gick bland annat ut med en bild på Nytorgsmannens lägenhet på Södermalm och bad kvinnor som trodde sig ha blivit våldtagna av honom att träda fram. Utredningen visade att den övervägande delen av övergreppen skett under 2019 och 2020. Flera av övergreppen skedde i hans bostad vid Nytorget på Södermalm i Stockholm på kvinnor som sov eller var medvetslösa. Många av kvinnorna som utsattes visste inte att de hade våldtagits utan fick det beskedet först när polis lyckats identifiera dem från filmerna som mannen spelade in.
Totalt omfattade utredningen 30 kvinnor som målsägare, men åtalet omfattade 24 kvinnor. Nytorgsmannen åtalades i oktober 2021 för en grov våldtäkt, 23 fall av våldtäkt, kränkande fotografering, grov fridskränkning och barnpornografibrott. Åklagaren yrkade 12 års fängelse. I november 2021 dömdes Nytorgsmannen av Södertörns tingsrätt till fem års fängelse för sju våldtäkter, varav tre bedömdes vara av normalgraden, två mindre grova våldtäkter samt två oaktsamma våldtäkter. Han fälldes också för åtta sexuella övergrepp, sex sexuella ofredanden, en grov fridskränkning och viss annan brottslighet. Han dömdes också till att betala 1,1 miljoner kronor i skadestånd till målsägarna. Nytorgsmannen erkände delvis brotten och överklagade inte domen. Åklagaren valde dock att överklaga och i februari 2022 fastställde Svea hovrätt tingsrättens dom. Riksåklagaren överklagade domen då hon ansåg att fler av gärningarna borde ses som våldtäkt men i april 2022 beslutade Högsta domstolen att målet inte skulle tas upp.
Nytorgsmannen utreddes för våldtäkt och olaga hot redan 2018 men utredningarna lades då ned.
Under tiden i fängelset misskötte sig Holm vid flera tillfällen och polisanmäldes en gång. Den 20 mars 2024 blev Holm villkorligt frigiven från fängelset med fotboja. Han fick även vistelseförbud i stadsdelen Södermalm i Stockholm, där merparten av brotten skedde. Vistelseförbudet sattes till 12 mars 2025. I september 2024 förlängdes tiden med fotboja, på grund av misskötsamhet och fortsatt hög risk för återfall i brott. Efter frisläppandet flyttade Nytorgsmannen till Skåne och bytte namn flera gånger.
I november 2024 greps och häktades Nytorgsmannen misstänkt för våldtäkt igen. Det gav upphov till en samhällsdebatt om till exempel strafflängd och rutinmässig villkorlig frigivning efter två-tredjedelar av strafftiden, då Nytorgsmannen var villkorligt frigiven trots att risken för återfall bedömts hög, att han valt bort behandling och att han vid flera tillfällen misskött sig under sin tid i fängelset. I maj 2025 åtalades han för grov våldtäkt mot en 17-årig flicka och sexuellt ofredande mot 28 kvinnor och nio barn i Skåne. Den 19 juni 2025 dömdes Fredrik Lundgren av Lunds tingsrätt till fem år fängelse för brott som han alltså begått medan han var villkorligt frigiven från sitt tidigare fängelsestraff och bar fotboja. Den villkorligt medgivna friheten på drygt 20 månader från det tidigare straffet förverkades och avtjänas i fängelse.
Enligt domen från 2025 har Nytorgsmannen diagnoserna voyerism, en sexuell störning, samt blandad personlighetsstörning med narcissistiska och antisociala drag. Han ansågs dock inte lida av en allvarlig psykisk störning när han begick brotten varför rättspsykiatrisk vård inte var aktuellt.

## Dokumentärer
SVT sände dokumentären Nytorgsmannen om fallet under hösten 2022. Reportrarna Jimmy Kirvesmäki och Ellen Pan gav 2024 ut en reportagebok med samma namn. I boken intervjuar de några av offren, som berättar att de ansökt om kontaktförbud mot Nytorgsmannen men nekats då han inte försökt kontakta dem från fängelset. De försöker också intervjua Nytorgsmannen och kontaktar honom via Facebook men misslyckas med att få en intervju.